# Петровськ-Забайкальський район
Петро́вськ-Забайка́льський район (рос. Петровск-Забайкальский район) — район у складі Забайкальського краю Російської Федерації.
Адміністративний центр — місто Петровськ-Забайкальський, яке не входить до складу району і утворює окремий Петровськ-Забайкальський міський округ.

## Населення
Населення — 17074 особи (2019; 19351 в 2010, 21110 у 2002).

## Адміністративний поділ
Район адміністративно поділяється на 1 міське та 12 сільських поселень:
| Поселення                              | Площа, км² | Населення, осіб (2002) | Населення, осіб (2010) | Населення, осіб (2019) | Центр           | Населені пункти |
| -------------------------------------- | ---------- | ---------------------- | ---------------------- | ---------------------- | --------------- | --------------- |
| Новопавловське міське поселення        | 1997,80    | 4288                   | 3941                   | 3585                   | Новопавловка    | 2               |
| Баляга-Катангарське сільське поселення | 18,30      | 95                     | 97                     | 62                     | Баляга-Катангар | 1               |
| Балягинське сільське поселення         | 567,16     | 4023                   | 3552                   | 3013                   | Баляга          | 3               |
| Зугмарське сільське поселення          | 237,05     | 267                    | 282                    | 239                    | Зугмара         | 1               |
| Катаєвське сільське поселення          | 544,81     | 935                    | 860                    | 734                    | Катаєво         | 3               |
| Катангарське сільське поселення        | 600,71     | 739                    | 631                    | 565                    | Катангар        | 4               |
| Малетинське сільське поселення         | 1124,12    | 3089                   | 3099                   | 2727                   | Малета          | 4               |
| Піщанське сільське поселення           | 423,04     | 844                    | 846                    | 722                    | Піски           | 4               |
| Тарбагатайське сільське поселення      | 927,60     | 2521                   | 2227                   | 2024                   | Тарбагатай      | 2               |
| Толбагинське сільське поселення        | 105,47     | 638                    | 507                    | 480                    | Толбага         | 1               |
| Усть-Оборське сільське поселення       | 1344,32    | 852                    | 836                    | 699                    | Усть-Обор       | 1               |
| Хараузьке сільське поселення           | 500,60     | 973                    | 883                    | 795                    | Харауз          | 1               |
| Хохотуйське сільське поселення         | 297,80     | 1846                   | 1590                   | 1429                   | Хохотуй         | 1               |

## Найбільші населені пункти
| №  | Населений пункт | Населення, осіб (2002) | Населення, осіб (2010) |
| -- | --------------- | ---------------------- | ---------------------- |
| 1  | Новопавловка    | 4288                   | 3941                   |
| 2  | Баляга          | 3720                   | 3322                   |
| 3  | Малета          | 2839                   | 2863                   |
| 4  | Тарбагатай      | 2521                   | 2227                   |
| 5  | Хохотуй         | 1846                   | 1590                   |
| 6  | Харауз          | 973                    | 883                    |
| 7  | Усть-Обор       | 852                    | 836                    |
| 8  | Катаєво         | 711                    | 657                    |
| 9  | Піски           | 510                    | 548                    |
| 10 | Толбага         | 638                    | 507                    |